# Теріс (річка)
Теріс (каз. Теріс) — річка в Жуалинському районі Жамбильської області Казахстану. Загальна довжина річки становить 51 км, акваторія 485 км².

## Географічне положення
Початок річка бере з південно-східного схилу хребта Каратау і падає на південь, південний схід і впадає в озеро Теріс-Ащибулак. Річка під греблею називається Аса. Річка має дві гілки довжиною більше 20 км і десяток невеликих гілок. Сніг, опади і підземні води живлять річку. Висота яру складає 60-110 м, на рівнині 300—450 м. Річка використовується для зрошення полів. На узбережжях має луки. Стара назвою річки Теріс — Минбулак. Про це свідчить китайський мандрівник, чернець Сюаньцзан.